# Naaktgeboren
Naaktgeboren is een van oorsprong Nederlandse achternaam. In 2007 waren er in Nederland 618 naamdragers, waarvan de grootste concentratie in Binnenmaas, waar 0,41% deze naam droeg. In België komt de naam slechts sporadisch voor, in 2008 waren daar 4 naamdragers.
Deze achternaam is voor veel dragers ervan een last, omdat zij vaak negatieve en/of spottende reacties krijgen. Daarom heeft een aantal Nederlandse families ervoor gekozen om hun naam te veranderen, veelal lijkend op de originele naam. Enkele voorbeelden zijn: Naborn, Aagenborg en Radenborg.

## Oorsprong
Het Meertens Instituut geeft twee mogelijke verklaringen voor het ontstaan van de naam:
- De eerste verklaring is dat de achternaam een adaptatie is van de Duitse naam Nachgeboren, die nageboren, oftewel "geboren na het overlijden van de vader" betekent. (Daarmee zou het dus een voorbeeld zijn van volksetymologie.)
- Een tweede mogelijkheid is dat de naam aangenomen is door een man die vaak de uitspraak "We zijn allemaal naakt geboren" gebruikte, als uiting van zijn Hollandse nuchterheid.[3]

## De naammythe van Napoleon
Vaak wordt Naaktgeboren – samen met de achternaam Poepjes – gezien als schoolvoorbeeld van de zogenaamde verplichte naamsaanneming van Napoleon Bonaparte, die ook wel bekendstaat als de naammythe van Napoleon. Mensen zouden volgens de hardnekkige roddel de spot willen drijven met Napoleons beleid door een absurde naam aan te nemen. Dit is echter nooit gebeurd. Vreemde of bespottelijke namen hebben meestal een logische verklaring en zijn te traceren ver voor de Franse tijd.